# Lolcat

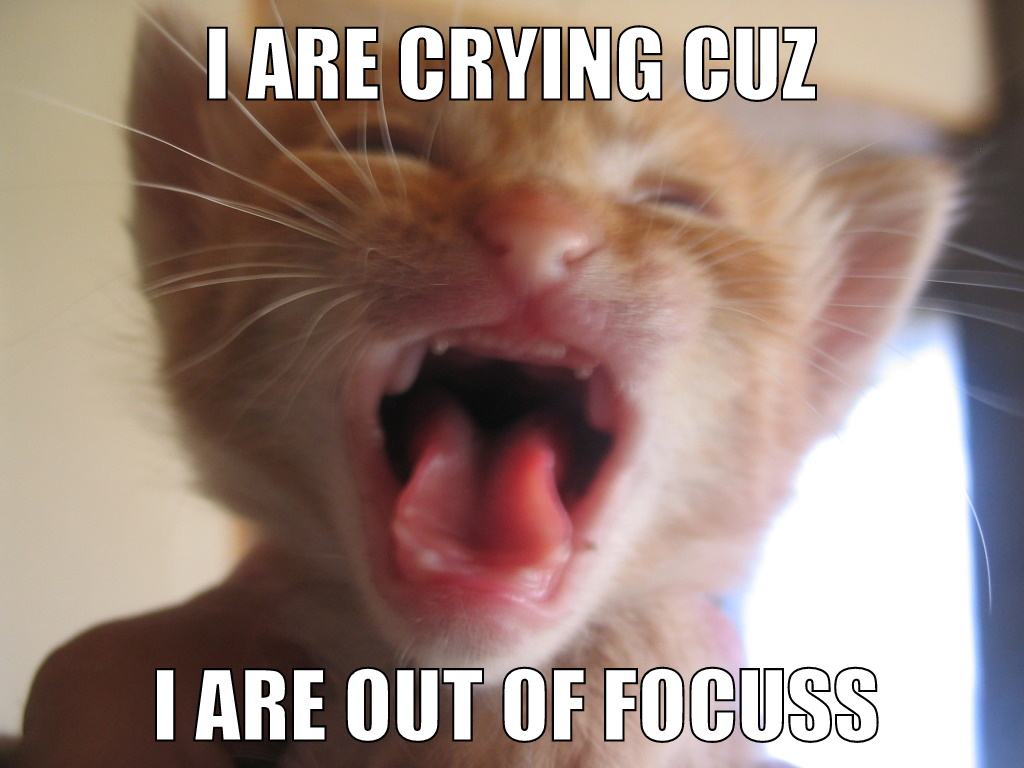
一張lolcat

一張Lolcat（/ˈlɒlkæt/ LOL-kat）是指在一幅家貓的照片上加上了字幕的圖片。圖中的字幕通常會以特異的方式串出，或是以不符合文法和幽默的方式書寫，而以此方式編寫的句字稱之為「lolspeak」（LOL語）或「 kitty pidgin」（小貓皮欽語）。
「Lolcat」一詞是由英語「laughing out loud」（大聲笑）的縮寫「LOL」和「cat」（貓）二詞合成而成。Lolcat圖片一般都是為分享至貼圖討論版或其他網絡討論區而創作。